# Stanislav Petr
Stanislav Petr (* 15. září 1944 Kolín) je bývalý československý atlet, běžec, který se specializoval na střední a dlouhé tratě.

## Kariéra
S atletikou začínal v oddíle Lokomotiva Kolín, od svých dvaceti let poté v RH Praha u trenéra Miloš Písaříka. V roce 1969 startoval na evropském šampionátu v Athénách - v běhu na 5000 metrů skončil dvanáctý, v maratonském závodě doběhl jednadvacátý.
V roce 1975 se stal československým mistrem v přespolním běhu. Na dráze zvítězil na mistrovství ČSSR v běhu na 5000 metrů v letech 1968, 1969 a 1973.

## Osobní rekordy
- 1 500 metrů - 3:43,2 (1970)
- 5 000 metrů - 13:32,4 (1974)
- 10 000 metrů - 28:42,0 (1974)